# Molophilus norrisi
Molophilus norrisi är en tvåvingeart som beskrevs av Günther Theischinger 1994. Molophilus norrisi ingår i släktet Molophilus och familjen småharkrankar. Inga underarter finns listade i Catalogue of Life.